# Ailuropoda
Genre
Ailuropoda est un genre de mammifères de la famille des Ursidae, et dont le seul représentant actuel est le Panda géant (A. melanoleuca). Toutes les autres espèces décrites dans ce genre sont fossiles, généralement de taille plus modeste (comme A. microta) ou de taille équivalente au panda géant, comme A. baconi.

## Liste des espèces
Selon Paleobiology Database (19 septembre 2017), cinq espèces sont décrites :
- † Ailuropoda baconi
- † Ailuropoda fovealis
- Ailuropoda melanoleuca, le Panda géant
- † Ailuropoda microta
- † Ailuropoda wulingshanensis